# Tina Pica
Tina Pica (ur. 31 marca 1884 w Neapolu, zm. 15 sierpnia 1968 tamże) – włoska aktorka teatralna i filmowa. Znana z ról charakterystycznych i komediowych. 
Pochodziła z rodziny aktorskiej. Występowała w teatrach w Neapolu i ok. 60 filmach.
Popularność zdobyła wcielając się w rolę Caramelli w serii filmów z Vittoriem De Siką w roli głównej: Chleb, miłość i fantazja (1953, Pane, amore e fantasia), Chleb, miłość i zazdrość (1954, Pane, amore e gelosia) oraz Chleb, miłość i... (1955, Pane, amore, e...). 
Swoją karierę zakończyła w 1963 grając w filmie Wczoraj, dziś, jutro, który zdobył statuetkę Oscara w kategorii najlepszego filmu nieanglojęzycznego (1964). 
Zmarła 15 sierpnia 1968 w Neapolu w wieku 84 lat. Jej imieniem nazwano jedną z ulic w Rzymie (Via Tina Pica) i publiczny ogród w Neapolu.